# 3 Regiment Pieszy Czapskiego

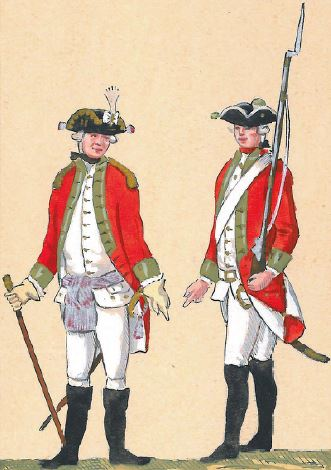
Żołnierze regimentu Czapskiego w 1775

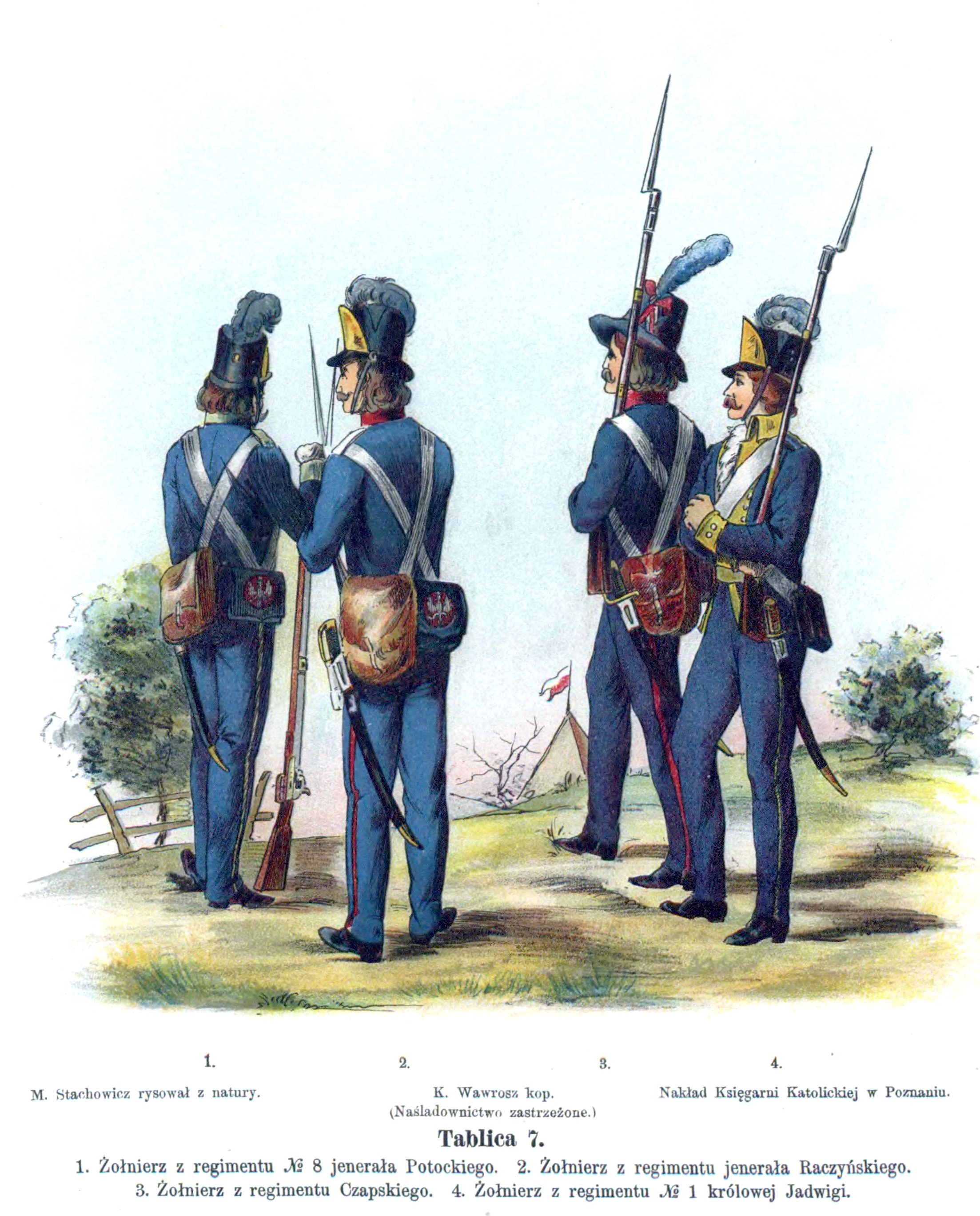
Żołnierz regimentu Czapskiego w czasie insurekcji kościuszkowskiej (3.)

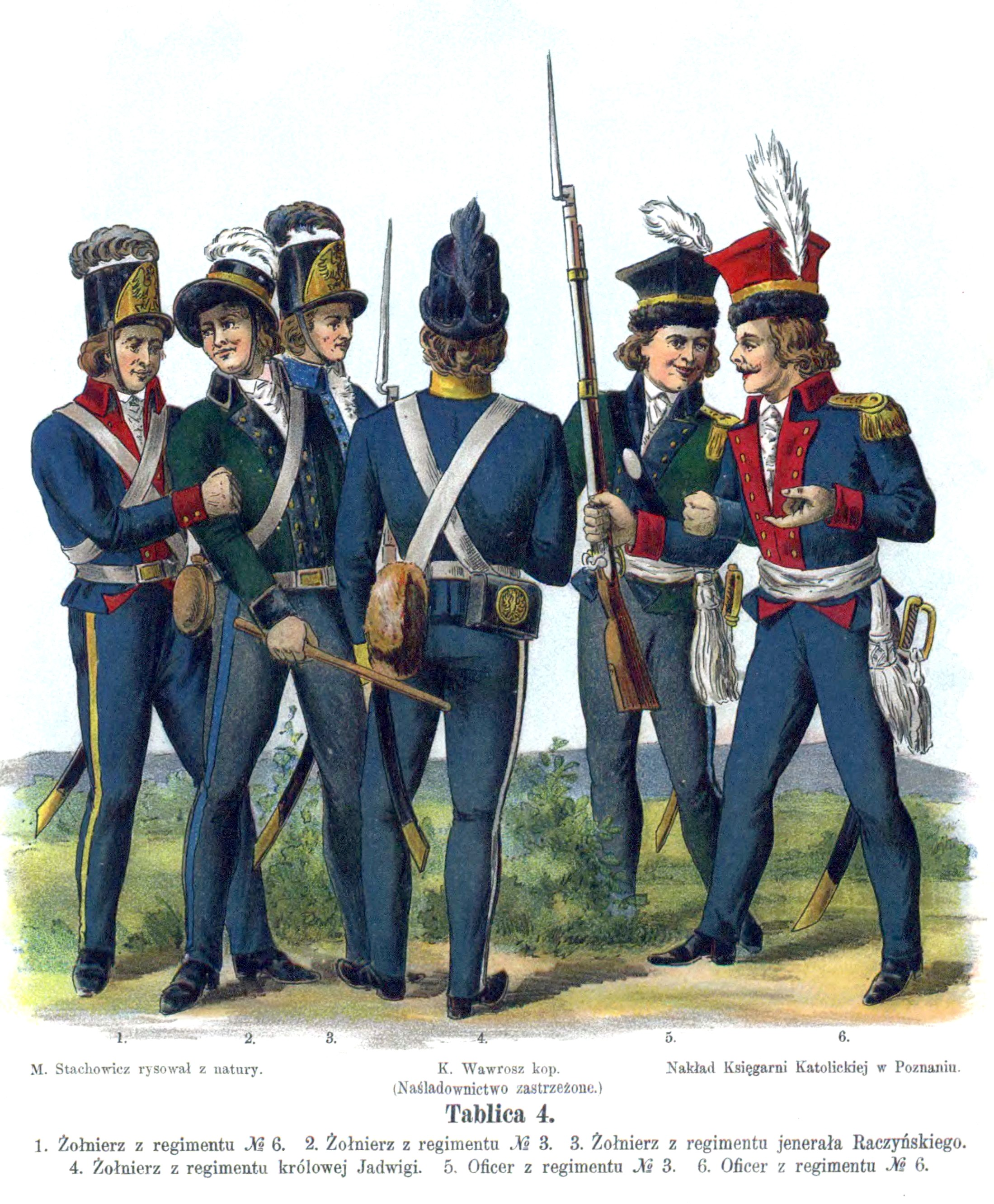
Żołnierz (2.) i oficer (5.) 3. regimentu

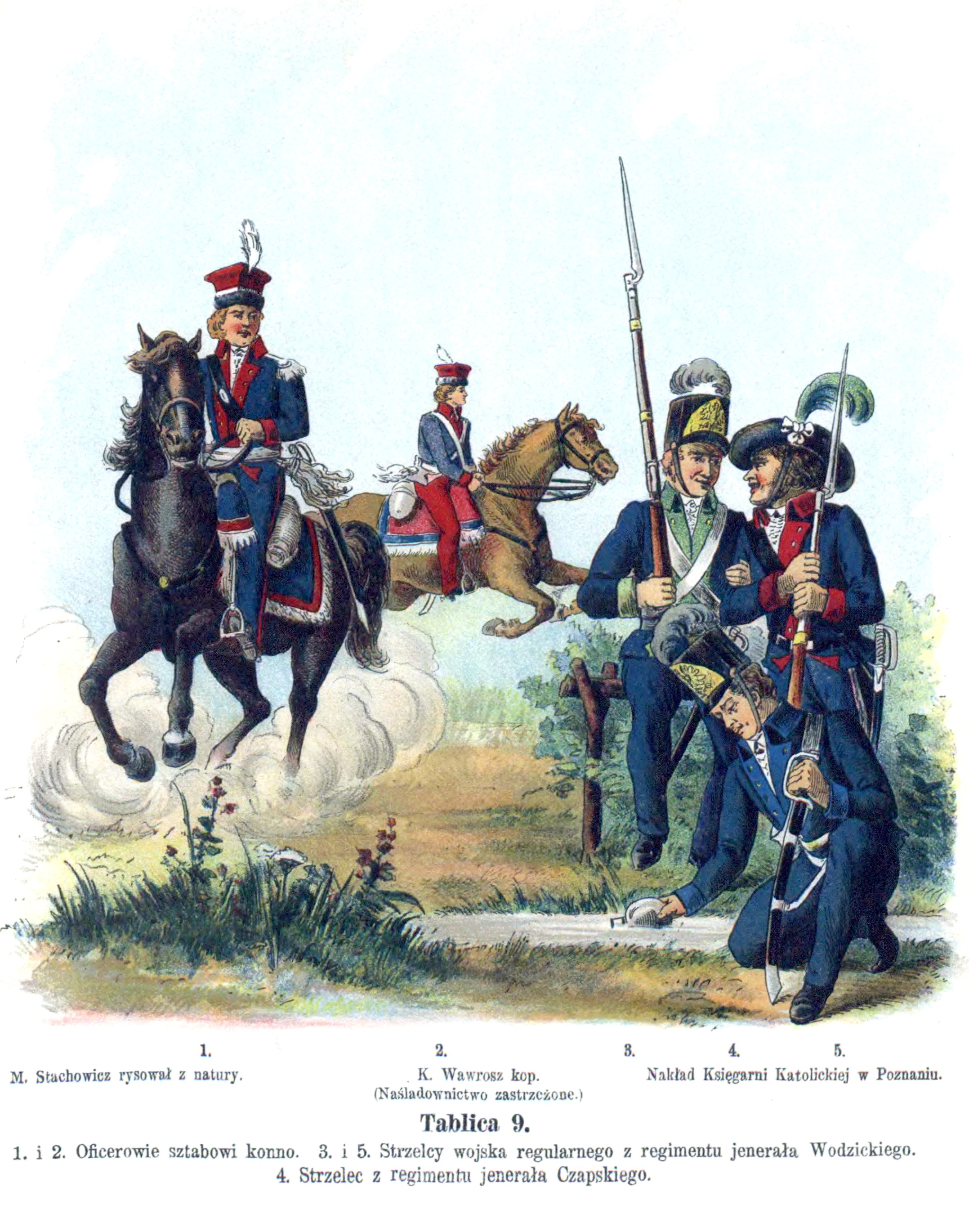
Strzelec regimentu Czapskiego (4.)

3 Regiment Pieszy Czapskiego – oddział piechoty armii koronnej wojska I Rzeczypospolitej.

Inna nazwa: regiment grenadierów pod im. Królewicza.

## Formowanie i zmiany organizacyjne
Wykonując w roku 1777 ustawę sejmu z roku 1776 rozpoczęto reorganizację trzech regimentów dragonii. Zreorganizowany, spieszony były konny regiment dragonii im. królewicza składał się z sześciu kompanii.
Początkowo w hierarchii plasował się na ósmym miejscu.  W 1790 roku szef regimentu, Mikołaj Czapski, spowodował, że regiment przesunięto na miejsce trzecie. Miejsce to utrzymał do końca.
Funkcjonowały różne nazwy regimentu. Nazywano go: „Regimentem Spieszonym Królewicza", „Regimentem Grenadierów Czapskiego", „Regimentem Grenadyerów pod Imieniem Królewicza chodzącym szefostwa JW Czapskiego Pułkownika [...]" lub po prostu „Czapskich".
Podobnie jak 11 Regiment Pieszy Grenadierów był jednostką grenadierską. Jego żołnierze nosili białe kity-grzebienie na kaszkietach oraz boczną białą kitkę z czerwoną końcówką (w odróżnieniu od innych regimentów, które w większości miały czarne grzebienie i boczne czarno-białe kitki).
Sejm roku 1776 ułożył nowy etat wojska, zmieniając znacznie jego strukturę. Regiment miał liczyć 6 kompanii, a w sumie etatowo 353 żołnierzy, a praktycznie w 1778 roku liczył 321 głów. W 1786 roku liczył etatowo 353 żołnierzy. Wchodził w skład Dywizji Małopolskiej.
W 1775 roku ujednolicono uzbrojenie podoficerów i szeregowych, odbierając tym pierwszym broń krótką, a oficerom pozostawiając jedynie szpady.
W 1786 roku wprowadzono numeracje regimentów piechoty od 1 do 14. Regiment gwardii pozostał bez numeru.
Reformy Sejmu Wielkiego zwiększyły stany polskiej piechoty w poszczególnych regimentach. Etaty z października 1789 i maja 1792 roku zakładały istnienie regimentu składającego się z dwunastu kompanii uszykowanych w trzy bataliony, w tym jeden grenadierski i dwa fizylierskie. W praktyce nigdy takiej organizacji nie osiągnięto.
W przededniu wojny w obronie Konstytucji 3 maja 3 regiment piechoty szefostwa Mikołaja Czapskiego liczył 1455 żołnierzy.
Regiment w powstaniu kościuszkowskim
W marcu 1794 stan regimentu wynosił koło 900 żołnierzy. Pod koniec maja regiment liczył już 1181 głów, a  pod koniec września liczył 1132 ludzi. Brakowało do kompletu: 291 szeregowych, 11 cieśli, 3 doboszy, podoficera i oficera. Na uzbrojeniu regiment posiadał 781 karabinów. Po bitwie pod Maciejowicami pozostało w regimencie 666 żołnierzy, którzy walczyli potem w obronie Pragi.

Do czasu bitwy pod Szczekocinami jednostką faktycznie dowodził mjr Jerzy Byszkowski. Po bitwie pod Szczekocinami  Kościuszko powierzył dowództwo płk. Janowi Krzyckiemu, a po jego śmierci pod Maciejowicemi na czele jednostki powtórnie stanął płk Byszkowski.

### Liczebność regimentu
Etatowe i faktyczne zmiany liczebności regimentu po 1777 roku przedstawiały się następująco:
- etat z 1777 – 353 żołnierzy
- faktycznie 10 VI 1789 – 637 żołnierzy
- etat z 8 X 1789 – 2153 żołnierzy
- etat tymczasowy z 22 11790 – 1440 żołnierzy
- etat wojenny 22 V 1792 – 2169 żołnierzy
- faktycznie 9 VI 1792 – 1455 żołnierzy
- faktycznie IX 1793 – 1318 żołnierzy
- etat z 1 III 1794 – 419 żołnierzy
- faktycznie III 1794 – ok. 900 żołnierzy

Liczebność regimentu w 1792 roku wynosiła 1589 osób, w marcu 1794 roku 900, w maju 1181, a we wrześniu 1132 żołnierzy.

## Barwy regimentu
- wyłogi zielone, naramienniki srebrne, guziki białe[16]
- po 1776: wyłogi trawiasto-zielone, guziki złote[17]

W roku 1789  zmieniono poważnie krój i kolor mundurów piechoty. Składał on się z kurtki zimowej koloru granatowego z wyłogami zielonymi, naramiennikami srebrnymi, lejbika białego ze stojącym kołnierzem, w lecie koletu sukiennego w kolorze białym z wykładkami podobnymi do wyłogów, zapinanego na guziki białe od dołu do góry, długich białych spodni wkładanych do butów kroju węgierskiego, wysokich do kolan i wyciętych z tyłu, a wreszcie z kołpaka okrągłego filcowego, wysokiego na około 30 cm, z sukiennym wierzchem pąsowym, daszkiem i blachą mosiężną z orłem. Żołnierze nosili poza tym halsztuki i naramiennik z czarnej szmelcowanej blachy z nicianym kutasem, jako strój zaś koszarowy – kitle i furażerki. Mundury były o wiele wygodniejsze i pozwalały na większą swobodę ruchów. Strój oficerów różnił się barankowym czarnym obszyciem czapek i galonami. Roczny koszt umundurowania piechura (wraz z przymunderunkiem) wynosił 111 zł.
Oficer z około 1785 roku: Kapelusz czarny, taśma złota, suknia pąsowa, wyłogi zielone, podszewka biała, przybory złote. Szarfa i temblak srebrne, przerabiane karmazynem. Oprawa szpady mosiężna. Czaprak pąsowy z galonami złotymi.
Podczas insurekcji kościuszkowskiej: wyłogi pąsowe, guziki srebrne.

## Żołnierze regimentu
Regimentem dowodził zazwyczaj pułkownik. Stanowisko szefa regimentu, związane z wielkimi poborami, było najczęściej uważane za synekurę. Szefowie posiadali prawo fortragowania (przedstawiania do awansu) oficerów. Do 1790 roku w sztabie służyło ośmiu oficerów. Byli to: szef regimentu, pułkownik, podpułkownik, major, regimentskwatermistrz, adiutant, audytor i regimentsfelczer. Szefa i pułkownika w dowodzeniu kompaniami zastępowali kapitanowie sztabowi. W kompaniach było dwóch kapitanów, sześciu poruczników i sześciu chorążych. Zatem w regimencie znajdowało się 24 oficerów, wyłączając kapelana.
Od 1790 roku było dwóch majorów i trzech kapitanów z kompanią. Pojawili się ponadto: trzeci kapitan sztabowy, drugi adiutant, dwóch nowych poruczników, ośmiu podporuczników i dwóch nowych chorążych. Podniosło to liczbę oficerów do 40 osób. W ten sposób regiment osiągnął liczbę równą liczbie oficerów służących w regimencie ośmiokompanijnym. Oficerowie ci obsadzili dwa nowe czterokompanijne bataliony, na które podzielono regiment.

Od 1773 roku regimentowi szefował gen. Antoni Czapski. Służył on w tym samym regimencie (wtedy konnym regimencie dragonów  im. królewicza) od lat 40. Antoni Czapski przekazał regiment w 1783 roku swemu synowi Mikołajowi, wówczas pułkownikowi, który pełnił funkcję szefa do końca istnienia regimentu.
Szefowie
- gen. lejtn. Antoni Czapski (1776),
- gen. mjr Mikołaj Czapski (1787 zm. 20 lipca 1792).

Pułkownicy
- Karol Mannstejn (1776),
- Mikołaj Czapski (1785),
- Józef Czapski (1787),
- Jazoszewski (1794),
- Krzycki (poległ 4 listopada).

## Walki regimentu
3 Regiment Pieszy Koronny uczestniczył w 1792 w VII wojnie polsko-rosyjskiej toczonej w obronie Konstytucji 3 Maja. Dowódca: Józef Hutten-Czapski. Stan osobowy: 1590 ludzi.
Dwa bataliony 3 Regimentu Pieszego Koronnego wzięły także udział w bitwie pod Racławicami (4 kwietnia 1794). Dowódca: gen. Józef Hutten-Czapski. Stan osobowy: 400 ludzi.
Bitwy i potyczki
- Zieleńce (17 czerwca 1792),
- Dubniki (7 lipca 1792),
- Dubienka (18 lipca 1792),
- Racławice (4 kwietnia 1794),
- Szczekociny (6 czerwca 1794),
- Maciejowice (10 października 1794),
- Praga (4 listopada 1794)

## Hierarchia regimentu
- konny regiment dragonii im. Królewicza (-1777) → regiment spieszony Królewicza nr 8 (1777–1790) →  od 1790 regiment 3 Czapskich ↘ rozformowany w 1795